# ولادیمیر داربینیان
ولادیمیر سارگسی داربینیان (Վլադիմիր Սարգսի Դարբինյան؛ زادهٔ ۱۰ آوریل ۱۹۳۱ - درگذشته ۱۷ مارس ۲۰۱۵) یک سیاستمدار حقوق‌دان و تاریخ‌نگار اهل ارمنستان است که از تاریخ تا تاریخ نمایندگی دوره اول مجلس ملی جمهوری ارمنستان را برعهده داشت. وی پیشتر از تاریخ دسامبر ۱۹۶۸ تا تاریخ سپتامبر ۱۹۷۴ سمت وزیر امور داخلی ارمنستان شوروی را برعهده داشت.

## زندگی‌نامه
در ۱۰ آوریل ۱۹۳۱ در آچاجور به دنیا آمد و از دانشگاه دولتی ایروان فارغ‌التحصیل شد. وی همچنین برنده نشان پرچم سرخ کار شده‌است. وی در در سن ۸۳ سالگی در ایروان درگذشت.

## یادداشت
1. ↑  ՀԿԿ ԿԿ առաջին քարտուղար
2. ↑  ՀԽՍՀ ներքին գործերի նախարար